# マニアック・ラテン・ディサイプルズ
マニアック・ラテン・ディサイプルズ（英文表記:Maniac Latin Disciples ）は、アメリカ合衆国イリノイ州シカゴに拠点を置くストリートギャング。MLDzとも呼ばれる。
シカゴ西部のハンボルト・パークにてプエルトリコ系メンバーを中心に1966年に結成され、シカゴではラテンキングスに次ぐ規模のヒスパニック・ギャングである。シカゴの二大ストリートギャング同盟の一つフォーク・ネーションに所属しており、もう一つの同盟であるピープル・ネーションに所属するラテンキングス、同じフォーク・ネーション内のスパニッシュ・コブラズとは長年に渡る抗争を繰り広げている。